# هوپن
هوپن (به لاتین: Höfn) (تلفظ ایسلندی: [hœpn]‏) یک منطقهٔ مسکونی در ایسلند است که در سودورلاند واقع شده‌است. هوپن ۲٬۱۶۷ نفر جمعیت دارد.

## خواهرخوانده
شهرهای کونلو، ریسور، سامسو و Taivassalo خواهرخوانده‌های هوپن هستند.

## نگارخانه

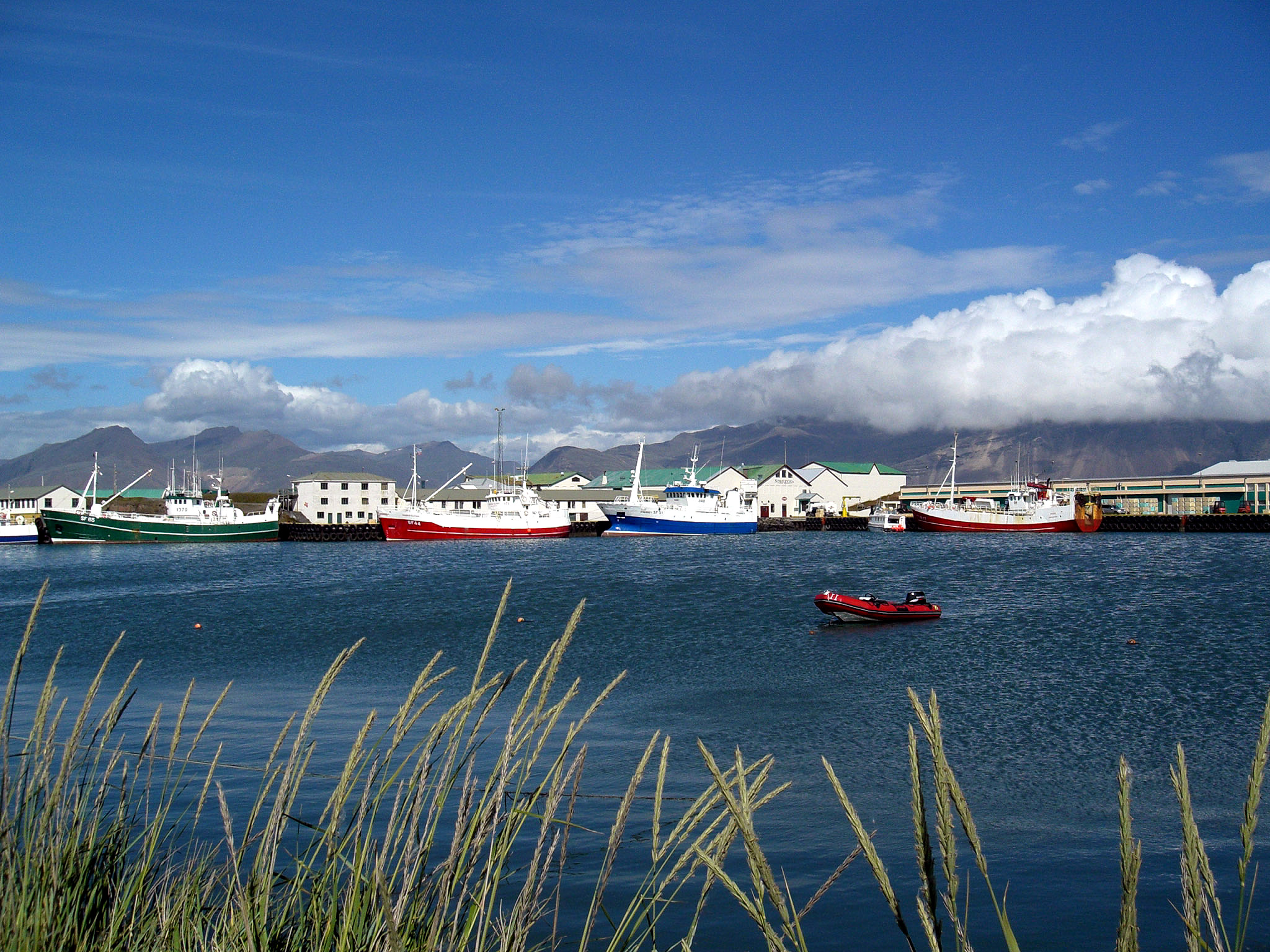
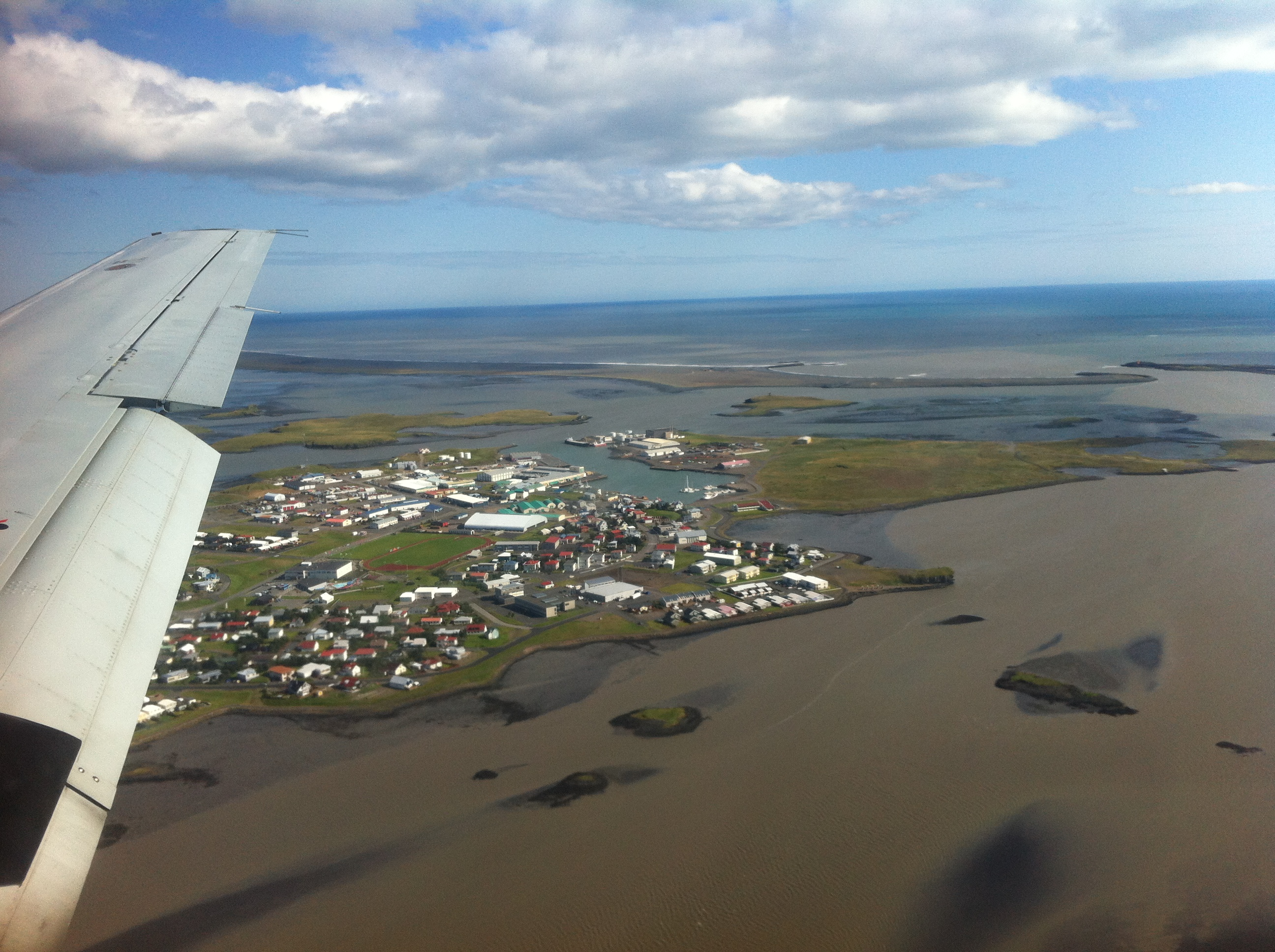
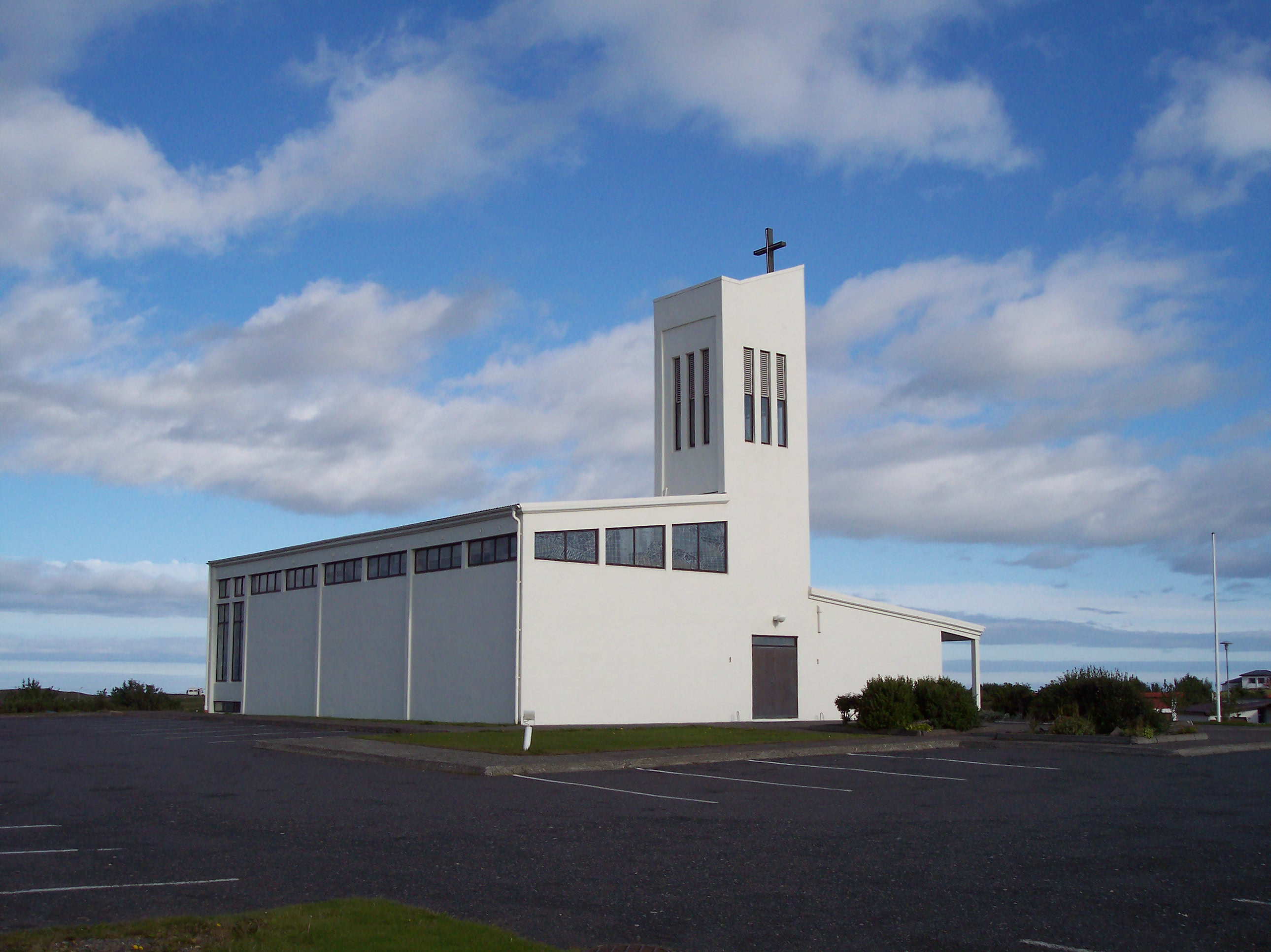